# Cleome pallida
Cleome pallida är en paradisblomsterväxtart som beskrevs av Ky.. Cleome pallida ingår i släktet paradisblomstersläktet, och familjen paradisblomsterväxter. Inga underarter finns listade i Catalogue of Life.